# Майер, Роберт (хоккеист)
Роберт Майер (нем. Robert Mayer; род. 9 октября 1989, Гавиржов, Чехословакия) — швейцарский хоккеист, вратарь клуба «Женева-Серветт». Игрок сборной Швейцарии по хоккею с шайбой.

## Биография
Профессиональную карьеру начал в немецком клубе «Кауфбойрен». В 2007 году перешёл в канадский клуб «Сент-Джонс Си Догс». 24 сентября 2008 года подписал трехлетний контракт новичка с «Монреаль Канадиенс». 4 апреля 2012 года впервые был включён в список игроков на матч национальной хоккейной лиги. В конце мая 2014 года «Монреаль» расторг контракт с хоккеистом. С 6 июня 2014 года Роберт защищает ворота клуба высшего швейцарского дивизиона «Женева-Серветт». В 2014 году впервые был вызван в швейцарскую сборную на первенство планеты по хоккею с шайбой.